# Romenský rajón
Romenský rajón (ukrajinsky Роменський район) je rajón v Sumské oblasti na Ukrajině. Hlavním městem jsou Romny a rajón má přibližně 114 tisíc obyvatel.